# Moloch
Moloch, Molech – chtoniczne bóstwo fenickie i kananejskie. Nazwa wywodzi się od hebr. ‏מלך‎ „Melech” – król, bóg (gr. Molóch). Identyfikowany z Adramelechem.  Molochowi miano składać ofiary z dzieci. Wzmianka o nim pojawia się w Biblii (2 Krl 23,10). Czczony jakoby pod postacią byka. Średniowieczna demonologia uznaje Molocha za jednego z demonów.
Faktyczne istnienie bóstwa o imieniu Moloch w wierzeniach mieszkańców starożytnego Kanaanu jest sprawą wciąż badaną. Według nowszych teorii zapis mlk należy odczytywać jako molk lub mulk, oznacza on po prostu ofiarę z dziecka.
Kult Molocha (lub ofiara molk) miał polegać m.in. na paleniu żywcem noworodków i małych dzieci w świętym ogniu, co określano eufemistycznie przejściem przez ogień.

## Odkrycia archeologiczne
W 1921 roku na terenie Kartaginy (w starożytności fenickiej kolonii) odnaleziono przyświątynne cmentarzyska nadpalonych kości tysięcy dzieci. Kult w tej formie sprawowany był przez co najmniej 300 lat aż do zniszczenia Kartaginy przez Rzymian.
W roku 2011 niektórzy archeolodzy zakwestionowali wnioski dotyczące palenia dzieci przez Kartagińczyków. Przedstawiono pogląd, że „ofiarami” były martwe dzieci (np. urodzone martwe), a palenie ich ciał było formą pochówku. Świadczyć miał o tym brak znalezionych innych szczątków dzieci, które powinny być z racji, iż śmiertelność wśród dzieci w tym czasie była bardzo wysoka. Twierdzono, że historie o paleniu żywych dzieci wymyślili Rzymianie, aby ukazać Kartagińczyków jako morderców dzieci. 

## Pochodzenie i nazwa

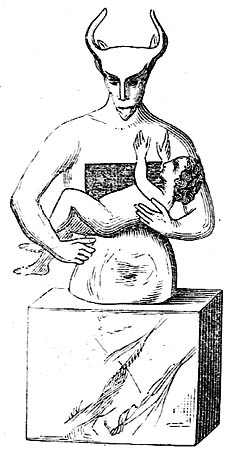
Moloch

Moloch, bóg Ba’al, inaczej Święty Byk, był szeroko czczony w starożytności na Bliskim Wschodzie oraz wszędzie tam, gdzie rozrastała się kultura Kartagińczyków. Bóstwo było znane i przedstawiane pod trzema formami: cielak, wół lub człowiek z głową byka. Moloch nie był znany pod tym imieniem tam, gdzie był czczony, jest to tylko hebrajskie tłumaczenie. Pisemna forma Moloch (pierwsze greckie tłumaczenie Starego Testamentu) lub Molech (hebrajskie) tak naprawdę nie różną się niczym od nazwy Melech, czyli król. Hebrajskie litery מלך (mlk) zazwyczaj oznaczają melek – króla, ale wymawiane mōlek było tradycyjnie rozumiane jako właściwe imię Moloch. Było ono często łączone z hebrajskim przyimkiem l- w formie lmlk, co oznaczało „do”, ale można też było interpretować jako „dla” lub „tak jak”. Tak więc formę lmlk można równie dobrze tłumaczyć jako „do Molocha” lub też „do meleka”. Czasami w tekstach pojawiało się hmlk, które już konkretnie oznaczało Molocha.
Bóstwo pojawia się w hebrajskiej 1 Księdze Królewskiej 11,7:

Salomon zbudował również posąg Kemoszowi, bożkowi moabskiemu, na górze na wschód od Jerozolimy, oraz lmlk, ohydzie Ammonitów.

Jednakże w innych fragmentach (1 Księga Królewska 11,33 oraz Księga Sofoniasza 1,5) bóg Ammonitów nosi imię Milkom, a nie Moloch. W pierwszym greckim tłumaczeniu tego samego fragmentu możemy także przeczytać Milkom, więc prawdopodobnie w hebrajskim pojawił się błąd podczas zapisywania księgi. W dzisiejszych czasach można dostać wiele tłumaczeń Pisma Świętego, a w nich występują obie formy. Inny zapis z kolei, mlkm, może oznaczać „ich król” lub Milkom. W związku z tym w niektórych fragmentach autorzy mogli mieć na myśli króla Ammonitów lub Milkoma.
Została wysnuta teoria, że bóg miasta Tyr, Melkart „król miasta”, był Molochem, a Melkart/Moloch był także jednocześnie Malkomem oraz innymi bogami, których nazwa zawierała w sobie mlk. Jednakże propozycja ta poparta jest tylko tym, że w kilku imionach występuje mlk.
W Księdze Amosa 5,26 możemy przeczytać:

Nie! A teraz poniesiecie Sikkuta, waszego króla, i Kewana, obrazy waszych bóstw, które sami sobie uczyniliście.

Jednakże w pierwszym greckim tłumaczeniu zwrot „wasz król” jest interpretowany jako Moloch i stąd w Dziejach Apostolskich 7,43 czytamy:

Obnosiliście raczej namiot Molocha i gwiazdę bożka Remfana, wyobrażenia, które zrobiliście, aby im cześć oddawać. Przesiedlę was za to poza Babilon.

Stosownie do tego łączenie Molocha z innymi bogami jest prawdopodobnie błędem.
Wszystkie inne odnośniki do Molocha, używając mlk, pojawiają się tylko w kontekście „przejście dzieci przez ogień lmlk”, ale tak naprawdę nie wiadomo, czy chodzi tutaj o zwrot „do Molocha” czy też może coś całkiem innego. Tradycyjnie jest to rozumiane jako palenie żywcem dzieci dla boga Molocha. Może to jednak oznaczać także bardzo niebezpieczny rytuał oczyszczenia przez ogień. Pojawia się on bez zwrotu mlk w innych częściach Pisma Świętego (Ks. Powtórzonego Prawa 12,31, 18,10-13; 2 Ks. Królewska 21,6; Ks. Ezechiela 20,26, 20,31, 23,37), więc istnienie tych praktyk jest udokumentowane.

## Moloch w Starym Testamencie
Księga Kapłańska 18,21:

Nie będziesz dawał dziecka swojego, aby było przeprowadzone przez ogień dla Molocha, nie będziesz w ten sposób bezcześcił imienia Boga swojego. Ja jestem Pan!

Księga Kapłańska 20,2-5:

Mów do Izraelitów: Ktokolwiek spośród synów Izraela albo spośród przybyszów, którzy osiedlili się w Izraelu, da jedno ze swoich dzieci Molochowi, będzie ukarany śmiercią. Miejscowa ludność ukamienuje go. Ja sam zwrócę oblicze moje przeciwko takiemu człowiekowi i wyłączę go spośród jego ludu, ponieważ dał jedno ze swoich dzieci Molochowi, splugawił mój święty przybytek, zbezcześcił moje święte imię. Jeżeli miejscowa ludność zasłoni oczy przed takim człowiekiem, który dał jedno ze swoich dzieci Molochowi, i nie zabije go, to Ja sam zwrócę oblicze moje przeciwko takiemu człowiekowi i przeciwko jego rodzinie i wyłączę go spośród jego ludu, jak również i tych wszystkich, którzy go naśladują, którzy uprawiają nierząd z Molochem.

2 Księga Królewska 23,10:

Splugawił też i Tofet, które było w dolinie syna Hennomowego, aby więcej nikt nie przewodził syna swego, ani córki swojej przez ogień ku czci Molochowi.

Księga Jeremiasza 32, 35:

I zbudowali wyżyny Baala w dolinie Ben-Hinnom, by ofiarować swych synów i swoje córki ku czci Molocha. Nie poleciłem im tego ani Mi na myśl nie przyszło, by można czynić coś tak odrażającego i doprowadzać Judę do grzechu.

## Starsze teorie
Księga Jeremiasza 7,31:

I zbudowali wyżynę Tofet w dolinie Ben-Hinnom, aby palić w ogniu swoich synów i córki, czego nie nakazałem i co nie przyszło Mi nawet na myśl.

Rabin żyjący w XII wieku, Raszi, skomentował powyższy fragment:

Tofet to Moloch, który był zrobiony z mosiądzu. Podgrzewano go w dolnych częściach, a między gorące i rozstawione ręce wkładano dziecko, które było palone. Kapłan zaczynał grać na bębnie, aby zagłuszyć gwałtowny płacz i żeby nie ruszyło to serca ojca.

Z kolei inna tradycja mówi o świętym posągu, który był podzielony na siedem części. Do pierwszej wkładało się mąkę, do drugiej turkawkę, do trzeciej owcę, do czwartej barana, do piątej cielaka, do szóstej wołu, a do siódmej dziecko. Potem wszystko to było razem palone poprzez ciepło ze środka statuy.
Późniejsi komentatorzy porównali to do greckich i łacińskich źródeł, w których można wyczytać o składaniu ofiar z dzieci w mieście Kartagina dla najważniejszego – Ba’al Hammona (znanym pod postacią boga Kronosa i Saturna).
Paul Mosca w swojej pracy napisał:

W ich środku stała statua Kronosa z brązu, a jej ręce rozciągały się nad brązowym piecykiem, płomienie którego pochłaniały dziecko. Kiedy ogień padał na ciało, jego części kurczyły się, a otwarte usta sprawiały wrażenie uśmiechu, do czasu, aż skurczone zwłoki cicho ześlizgiwały się do kosza.

Diodor Sycylijski (20,14) pisze:

W środku miasta była brązowa podobizna Kronosa z rozłożonymi rękami, a dłonie były skierowane w stronę ziemi, by każde z dzieci położonych poniżej wpadło w specjalny dół wypełniony ogniem.

Diodor wspomina także, że było zabronione rodzinie płakać, a gdy Kartagina została pokonana przez przywódcę greckiego, Kartagińczycy zaczęli twierdzić, że zdenerwowali bogów. Aby ich udobruchać, postanowili poświęcić naraz aż 200 dzieci najważniejszych rodzin, a w końcu skończyło się na liczbie 300. Informacja ta może być jednakże niezbyt prawdziwa, ponieważ Rzymianie w tym czasie puszczali dużo plotek o Kartagińczykach w ramach propagandy wojennej obu narodów.
Plutarch, grecki historyk, napisał w De Superstitiones, 171:

...cały teren przed statuą był wypełniony ogromnym hałasem fletów i bębnów, aby płacz zawodzących nie docierał do uszu zgromadzonych ludzi

Wydaje się więc, że dla wielu komentatorów bóg Kronos lub Saturn, był Molochem. Jednakże archeologia dwudziestego wieku nie znalazła prawie żadnych dowodów na istnienie boga nazywanego Moloch lub Molech. Teksty ze Starego Testamentu nie są pewnym źródłem, a legendy żydowskie pozostawiają wątpliwość o tym, co było powiedziane o Molochu. Jego opisy mogą być po prostu wzięte z poświęceń dla Kronosa i z mitu o Minotaurze.
Nie znano żadnego fenickiego boga z głową byka. To jednakże nie powstrzymuje niektórych od identyfikacji Molocha z Milkomem, Melkartem, Ba’alem Hammon i innymi bogami nazywanymi pan lub bóg (Ba’al). Te najróżniejsze sugestie połączone razem i porównane do bóstwa solarnego pokazują teoretycznego boga Baala, który było nazywany inaczej za każdym razem, gdy tylko kapłani tak chcieli.

## Moloch w średniowieczu
Jak inni bogowie i inne demony wspomniane w Biblii, Moloch dołączył do średniowiecznej demonologii jako Książę Piekła. Czerpał on przyjemność z wywoływania u matek napadu płaczu, poprzez porywanie ich dzieci. Według XVI wiecznych demonologów, siła Molocha jest większa w grudniu.
Prawdopodobnie motyw porywania dzieci był zainspirowany tradycyjnym poświęcaniem ich Molochowi. Starożytni podgrzewali posąg aż do czerwoności, następnie zabierali noworodki i umieszczali je między rękami statuy, patrząc, jak się spalają.

## Teoria Eissfeldta
W 1921 roku Otto Eissfeldt prowadził wykopaliska w Kartaginie i odkrył napisy, wśród których widniało mlk. W tym kontekście mogło to oznaczać „króla” lub też któregoś z bogów. Wysunął jednak wniosek, że jest to naprawdę forma określonego rodzaju poświęcenia. Taka, która w niektórych przypadkach dotyczyła także poświęcania ludzi. Znaleziono także rzeźbę, na której znajdował się kapłan trzymający dziecko, oraz sanktuarium kartagińskiej bogini wraz z cmentarzem, na którym znajdowały się setki spalonych ciał zwierząt i ludzi. Eissfeldt nazwał to miejsce tofet, używając hebrajskiego słowa o nieznanym znaczeniu, ale użytym w kontekście biblijnych przejść przez ogień. Większość dziecięcych kości wskazywała na noworodki, ale część należała do dzieci do szóstego roku życia.
Eissfeldt doszedł do prostego wniosku: hebrajskie pisma wcale nie mówiły o bogu Molochu, ale o poświęceniu molk lub mulk, a wstrętem nie było samo czczenie boga Molocha, który domagał się poświęcania dzieci, ale samo poświęcenie dziecka jako molk. Hebrajczycy byli przeciwni składaniu ofiar ze swoich dzieci nawet dla samego Jahwe. Ci, którzy zrobili takie poświęcenie, byli skazani na egzekucję przez ukamienowanie. Każdy, kto wiedział o takim poświęceniu i nie zareagował, aby je powstrzymać, był odrzucany ze społeczeństwa razem ze swoją całą rodziną.
Podobne „tofety” znaleziono w całej Kartaginie oraz innych miejscach, takich jak północna Afryka czy Włochy. Pod koniec XX wieku odkryto tofet z urnami zawierającymi kości i prochy na obrzeżach miasta Tyr, gdzie dawniej czczono Melkarta.

## Dyskusje o teorii Eissfeldta
Na początku było niewielu ludzi, którzy podważali teorię Eissfeldta. Archeolog Sabatino Moscati, który początkowo popierał ten wniosek, zmienił opinię i zaczął się temu sprzeciwiać. Dużo osób poszło za nim.
Moscati argumentował, że odkryte miejsca poświęceń dzieci nie były licznymi przypadkami i zostały dokładnie opisane jako wydarzenia w określonym czasie, a nie zjawisko regularne. Czy to nie mogły być spalone ciała dzieci, które zmarły w młodym wieku z naturalnych przyczyn? Czy palenie tych zwłok nie mogło być tamtejszym zwyczajem religijnym? Na jakiej podstawie wysunięte wniosek, że były one palone żywcem? A może odkryte miejsca były tylko propagandą? Dlaczego oskarżenia o poświęcanie ludzi w Kartaginie znaleziono tylko wśród pism małej garstki autorów, do tego wrogów tej cywilizacji, a nie wśród wielu pisarzy, którzy mieli więcej do czynienia z samą Kartaginą? W niektórych odkrytych miejscach jest więcej zwłok chłopców i dziewcząt niż samych noworodków.
Teksty opisujące poświęcenie molk wspominają bardziej o zwierzętach niż samych ludziach. Oczywiście mogą to być zwierzęta zamiast ludzi, aby wykupić ludzkie życie. Biblijne potępienie poświęcenia dziecka jako molk wcale nie musi oznaczać, że we wszystkich molk musiało zginąć dziecko lub nawet, że molk dotyczył poświęcania ludzi.
Oprócz tego greccy tłumacze z pewnością wiedzieli o tych rzeczach więcej niż my i stąd w ich wersji widnieje Moloch, a nie molk. Użycie przez Eissfeldta biblijnego słowa tofet wzbudziło ogólną krytykę nawet tych, którym ta teoria wydawała się prawidłowa. Dla nich to słowo oznaczało bardziej palenisko, a nie cmentarz jakiegoś rodzaju.

## Moloch we współczesnej kulturze masowej
- Wizja Maszyny-Molocha w filmie Metropolis Fritza Langa.
- Cykl komiksowy Yans Duchâteau i Rosińskiego: „Moloch” jest systemem AI wspomagającym decyzje Rządu Światowego w albumie Więzień wieczności, „Moloch II” to system autodestrukcji w albumie Prawo Ardelii.
- Postać o imieniu Moloch jest jednym z dwuznacznych bohaterów serii komiksowej Strażnicy Alana Moore’a i Dave’a Gibbonsa.
- Moloch jest także wielką maszyną pokrywającą północną część USA w grze fabularnej Neuroshima.
- W serii Gwiezdne wojny istnieje ogromna, dziesięciokołowa maszyna bojowa z serii HAVw (Heavy Assault Vehicle/wheeled – Ciężki Szturmowy Pojazd/kołowy) nazywana Molochem.
- Postać o imieniu Moloch jest jednym z wojowników w serii gier Mortal Kombat. Pojawia się po raz pierwszy w Mortal Kombat: Deadly Alliance. Jednak w świecie MK Moloch należy do Oni – duchów z mitologii japońskiej.
- Jedna z jednostek rasy Legionów Potępionych w grze komputerowej Disciples II.
- Moloch jest jednym z diabłów w filmie Gabriel.
- W grze Freespace 2 Shivańska korweta SCv „Moloch"
- Dexter in the Dark („Dylematy Dextera”) – Jeff Lindsay, Moloch ujawnia się pod postacią „obserwatora”, który śledzi Dextera.
- Moloch to także jeden z unikalnych statków w grze Age of Empires.
- W internetowej grze Margonem Molochy można spotkać w Grocie Heretyków, znajdującej się na obszarze Baszty Wilczych Kłów.
- W serialu X-men, Kain Marco, brat Profesora Xaviera, zmienia się w Juggernauta dzięki mocy Molocha (bóstwa)[potrzebny przypis].
- W książce Córka Żelaznego Smoka Michaela Swanwicka tytułowy smok nosi imię Melanchthon z linii Melchesiach z linii Molocha.
- Wiele zespołów z gatunku black metal jak na przykład The Ruins of Beverast, Besatt, Leichengott, Paysage d’Hiver, Naglfar czy Todtgelichter, użyło imienia Moloch w tytułach swoich utworów.
- W serialu Buffy: Postrach wampirów (1 sezon, 8 odcinek) – Buffy musi walczyć z demonem Molochem.
- Moloch to jeden z Goa’uldów – pseudobogów występujących w serialu Gwiezdne wrota
- Moloch występuje także w serialu Sleepy Hollow stacji FOX.
- W poemacie Skowyt Allena Ginsberga Moloch pojawia się jako metafora krytykowanego w poemacie społeczeństwa przemysłowego i kapitalizmu
- W powieści Salambo Gustawa Flauberta Kartagińczycy składają ofiary z dzieci Molochowi.
- W komiksie "Hellboy: W świątyni Molocha" Hellboy walczy z Molochem, którego z gliny ulepił artysta Jerry.